# Pawel Nikolajewitsch Filonow

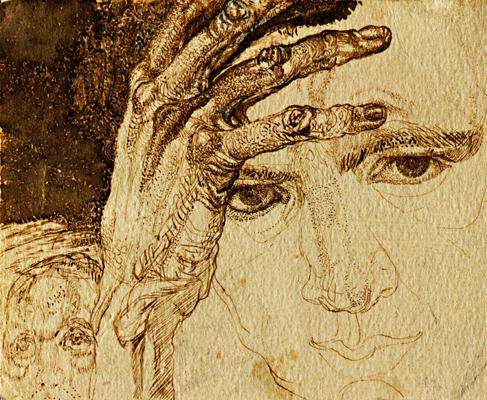
Selbstporträt (1921)

Pawel Nikolajewitsch Filonow (russisch Павел Николаевич Филонов, wiss. Transliteration Pavel Nikolaevič Filonov; * 27. Dezember 1882jul. / 8. Januar 1883greg. in Moskau, Russisches Kaiserreich; † 3. Dezember 1941 in Leningrad) war ein russischer Maler, Kunsthistoriker und Dichter, der der russischen Avantgarde zuzurechnen ist. Filonow gilt aufgrund seines sehr individuellen Werkes als singuläre Erscheinung innerhalb der russischen Avantgarde. Da fast sein gesamtes Œuvre in Besitz des russischen Museums ist und dieses es aufgrund der politischen Situation über Jahrzehnte nicht ausstellten konnte, ist sein Werk erst seit Ende der 1970er bis Anfang der 1980er Jahre in der Kunstgeschichte gewürdigt worden.

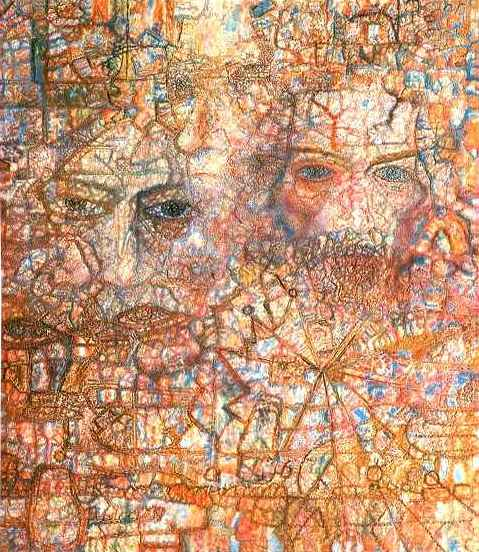
P.N.Filonow: „Gesichter“, 1940, Ölgemälde auf Papier

## Leben

### Jugend und Ausbildung
Pawel Filonow wurde 1883 in Moskau in einer Arbeiterfamilie geboren. Sein Vater starb im Dezember 1887. Seine Kindheit war von Armut geprägt.
Pawel Filonow besuchte von 1894 bis 1896 in Moskau eine städtische Gemeindeschule, die er mit Auszeichnung abschloss. Im Sommer 1896, nach dem Tod seiner Mutter, zog Filonow mit seinen drei Schwestern und seiner Großmutter zu der Familie seiner Schwester Alexander Nikolajewna nach Sankt Petersburg. Ab 1896 besuchte er die Werkstatt für Malerhandwerk und Malerei an der Schule der Gesellschaft zur Förderung der Künste, an der er 1901 seine Ausbildung mit Diplom als Maler und Dekorateur abschloss. Während seiner Ausbildung arbeitete er von 1897 bis 1902 als Malerhandwerker. Er arbeitete an der Ausmalung von Wohnungen und der Restauration historischer Wand- und Deckengemälde mit. 1898 besuchte Filonow Abendkurse im Zeichnen an der Schule der Gesellschaft zur Förderung der Künste.
Nach einem ersten gescheiterten Versuch in der Akademie der Künste zugelassen zu werden, studierte er von 1903 bis 1908 im Privatatelier des Künstlers Lew Dmitrijew-Kawkasski und besuchte danach als Gasthörer (bei Hugo Salemann, Wassili Sawinski, Grigori Mjassojedow und Jan Ciągliński) die Akademie der Künste, die er jedoch im Herbst 1910 ohne Abschluss verlässt. Filonow sagte später, abgesehen von Ciągliński hätten alle Professoren ihn „boykottiert“. Am 16. Februar 1910 gründete er mit weiteren Künstlern den Bund der Jugend in Sankt Petersburg. Im März 1910 stellt er gemeinsam mit anderen Mitgliedern des Bund der Jugend, Michail Larionow, Natalija Gontscharowa, Ilja Maschkow, Jewsejew, Hans Matvejs, Eduard Spandikow, Iosif Schkolnik und Valentin Bystrenin auf der Gemäldeausstellung der Künstlervereinigung „Bund der Jugend“ aus. Ende November 1910 reiste Filonow mit Eduard Spandikow, Iosif Schkolnik und Saweli Schleifer nach Helsinki und besucht finnische Avantgardisten.
Zunächst suchte Filonow noch nach weiteren Anregungen, die er auf vielfältigen Reisen sammelte – auf der Wolga bis nach Astrachan, auf dem Meer bis Baku und Batumi, auf einer Pilgerfahrt über Konstantinopel nach Palästina (es scheint belegt zu sein, dass er 1908 in Jerusalem war), und schließlich 1912 auf einer sechsmonatigen Rundreise über Deutschland nach Italien und Frankreich, besuchte Rom und viele andere italienische Städte wie auch Lyon und Paris – hierbei auf weiten Strecken zu Fuß, wo er einige Bilder malte, ohne sich von der dortigen Moderne inspiriert zu fühlen.
Filonow schloss sich als Gründungsmitglied von 1910 bis 1914 dem „Bund der Jugend“ (Общество художников «Союз молодёжи») an, einer Petersburger Künstlervereinigung initiiert und geleitet von Jelena Guro und Michail Matjuschin, an deren Ausstellungen sich einige Symbolisten und Künstler des Jugendstil beteiligten. Er selbst nahm an drei von der Gruppe organisierten Ausstellungen teil, publizierte Manifeste und schrieb alogische Verse. Während dieser Zeit hat er bereits eine ganze Reihe von wichtigen Werken geschaffen (s. unten). „Jedes Stück des Gemäldes ist ein Teil des vorbei-rauschenden Lebens, das jeden Augenblick seinen Inhalt verändert, und daher erträgt es auch nicht das Joch der Benennung.“
Eine Untersuchung der Berührungspunkte von Filonows Kunst mit den Symbolisten, vor allem der klaren Führung einer Linie von Wrubel, aber auch den Einflüssen von James Ensor, Odilon Redon oder Jan Toorop, bei denen ein subjektiver Impuls jedem Mal-Akt vorausging, steht noch aus. Allerdings hat er wohl aus dem Symbolismus die Notwendigkeit zur Änderung von Proportionen, um zum Kern der äußeren Erscheinungswelt vorzudringen, hergeleitet.
Am 11. März 1912 wurden seine Arbeiten auch in Moskau bei einer gleichnamigen Ausstellung mit der Künstlergruppe Eselsschwanz gezeigt. Bereits gegen Ende dieses Jahres verfasst Filonow den Aufsatz „Kanon und Gesetz“, in dem erstmals die Prinzipien der analytischen Kunst dargelegt werden. „Wir haben durch unsere Lehre das Leben als solches in die Malerei aufgenommen, und es ist klar, dass alle weiteren Folgerungen und Entdeckungen nur von ihr ausgehen werden, weil alles vom Leben ausgeht und außerhalb des Lebens nicht einmal Leere existiert; von nun an werden die Menschen in den Gemälden leben, wachsen, sprechen und denken, und sie werden sich in alle Geheimnisse des großen und armseligen Menschenlebens, des gegenwärtigen und zukünftigen, verwandeln, dessen Wurzeln in uns liegen und die ewige Quelle ebenfalls.“
1913 gestaltete er die recht großen Bühnenbilder für die Tragödie „Wladimir Majakowski“, in der weiterhin wichtige Dichter Majakowski selbst die Hauptrolle spielte.
In den Jahren 1914 bis 1915 schuf er Illustrationen für futuristische Bücher, darunter auch für den Sammelband „Brüllender Parnass“ zur Herausgabe von Iwan Puni und Michail Matjuschin sowie den Gedichtband von Welimir Chlebnikow mit dem Filonow viele Ansätze im Hinblick auf die lettische Entwicklungen in der Malerei mit regelrechten Schrift-Bildern, auf denen Wörter grafisch vereinzelt und zu eigenständigen Bildzeichen umgewertet werden, teilte.
Zu dieser Zeit entstand in der Russischen Avantgarde eine originelle aber kurzlebige Stilrichtung Kubo-Futurismus basierend auf den westlichen Kunstrichtungen Futurismus aus Italien mit der Begrüßung von Urbanismus „Maschinenzivilisation“ und Kubismus aus Frankreich mit den Anfängen im Pariser „Salon der Unabhängigen“. Dieser Stil ist in der Zeichnung Drei Figuren zu sehen. Aber bei ihm dominiert nicht die Fläche, die Konstruktion beruht auf der Linie. Dadurch wird eine gewisse Dynamik der Komposition erzeugt, die noch durch die Haltung der Figuren unterstützt wird.
Filonows analytische Malerei strebte jedoch ins „Pflanzenhaft-Organische“ sowie „Mystisch-Kosmische“. Dem ›sehenden Auge‹ sind Farbe und Form des Objektes untergeordnet. Das ›wissende Auge‹ entdeckt aufgrund seiner Intuition verborgene Prozesse, und der Künstler malt sie abstrakt als ›zu erfindende Form‹, welche der Maler in das Bild zugleich in „Serien von Verwandlungsprozessen“ projiziert.

### Analytische Kunst
In diese Zeit bereits fällt die Entstehung seiner ersten Gedanken zum fortwährenden Bereich Analytische Kunst von der atomaren Analyse bis zur Synthese von Makrostrukturen. Mit der Gründung einer sog. „Intimen Werkstatt der Maler und Zeichner „Gemachte Bilder““ als eine Vereinigung von Gleichgesinnten, die im März 1914 ein gleichnamiges Manifest als Druckfaltblatt veröffentlichten, unternimmt der Maler die ersten Schritte in seine ganz eigene Kunstrichtung. Einer seiner wenigen Freunde war der futuristische Dichter und Musiker Alexej Krutschonych, der Filonow viel später in seinem Nachruf einen „Zeugen des Unsichtbaren“ nannte.
Im März 1915 wurden dann sein eigener Band „Lied der weltweiten Blüte“ mit transrationalen Gedichten bzw. als rhythmische Prosa und eigenen Illustrationen vom Verlag „Schurawl“ in St. Petersburg als „Gesangbuch vom Weltgewächs“ herausgegeben. Im gleichen Jahr verfasste Filonow das theoretische Manifest „Gemachte Bilder“.
Vom Herbst 1916 bis Anfang 1918 (Februarrevolution) musste er einen Militärdienst an der rumänischen Front ableisten. 1918 kehrte er nach Petrograd zurück und nahm im Mai–Juni 1919 an der „Ersten Staatlichen Freien Ausstellung künstlerischer Werke“ im Winterpalast teil, wo er den 22 Gemälde umfassenden Zyklus „Einführung ins Welterblühen“ zeigte.
1922 nahm Filonow an der Ausstellung „Vereinigung neuer Richtungen in der Kunst“ im Museum für künstlerische Kultur teil – „Filonow zeigte gemeinsam mit anderen Künstlern alle seine Arbeiten, angefangen mit den akademischen Studien. Später stellte er sie nicht mehr aus.“ Die Erste Russische Kunstausstellung Berlin 1922 zeigte seine „Komposition“, während weitere Werke auf der Fünften Ausstellung der „Künstlergemeinde“ in Petrograd zu sehen waren.
Ab 1923 war er Mitglied des GINChUK, das unter der Leitung von Kasimir Malewitsch stand. Filonow leitete dort zeitweise die Abteilung für Allgemeine Ideologie. Erhalten blieb das Forschungsprogramm des Künstlers: „Grundlage des Unterrichts der bildenden Kunst nach dem Prinzip der reinen Analyse, als höchste Stufe des Schaffens. System >Welterblühen<“. In dieser Zeit pflegte er auch Kontakte mit Wissenschaftlern u. a. dem Physiker Jakow Frenkel und einer bekannten russische Genetikerin R. Berg.
1925 gründete er die Künstlergruppe „Meister der Analytischen Kunst“ (мастера аналитического искусства), die einen regen Zulauf zu verzeichnen hatte, jedoch offiziell erst 1927 anerkannt wurde. Im Herbst 1925 fand in der Akademie der Künste eine dreitägige Ausstellung von Arbeiten der Gruppe statt. Am 17. April 1927 dann im Leningrader Haus der Presse eine „Ausstellung der Meister der analytischen Kunst. Die Folonow-Schule“. Am 1. November ist Filonow in einer Ausstellung neuester Kunstrichtungen im Russischen Museum vertreten. Nach ist Filonows Grundkonzept: „Die Darstellung des Gegenstandes nicht durch seine äußere, sichtbare Form, sondern mittels der Vergegenwärtigung der inneren Funktionen und Prozesse, die sich im Gegenstand ereignen.“ (zu zeigen). Er empfahl „nicht große, sondern kleine Pinsel“, um „buchstäblich jedes Atom zu ‚machen‘“. In den ‚lebendigen Köpfen‘ mit ihrer offen gelegter Zellstruktur werden organische Komponenten des Menschen dargestellt – eine Vorgehensweise, die einige Jahrzehnte später in der Bionik zur Anwendung kommen. Oder auch „So kann man etwa, wenn man nur den Stamm, die Äste, Blätter und Blüten sagen wir eines Apfelbaumes sieht, dennoch gleichzeitig wissen […], wie die Wurzelfäden den Saft aus dem Boden aufnehmen und aufsaugen, wie diese Säfte durch die Zellen des Holzes hoch steigen, wie sie sich in ständiger Reaktion auf Licht und Wärme verteilen, umgearbeitet und verwandelt werden in die atomistische Struktur des Stammes und der Zweige, in grüne Blätter, in weißrote Blüten […]“ in Offiziell funktionierte die Gruppe der Anhänger der Analytischen Kunst dann noch aktiv bis 1932, Arbeitstreffen in Filonows Atelier gab es aber noch bis zu seinem Tod im Jahr 1941.

### Späte Lebensjahre

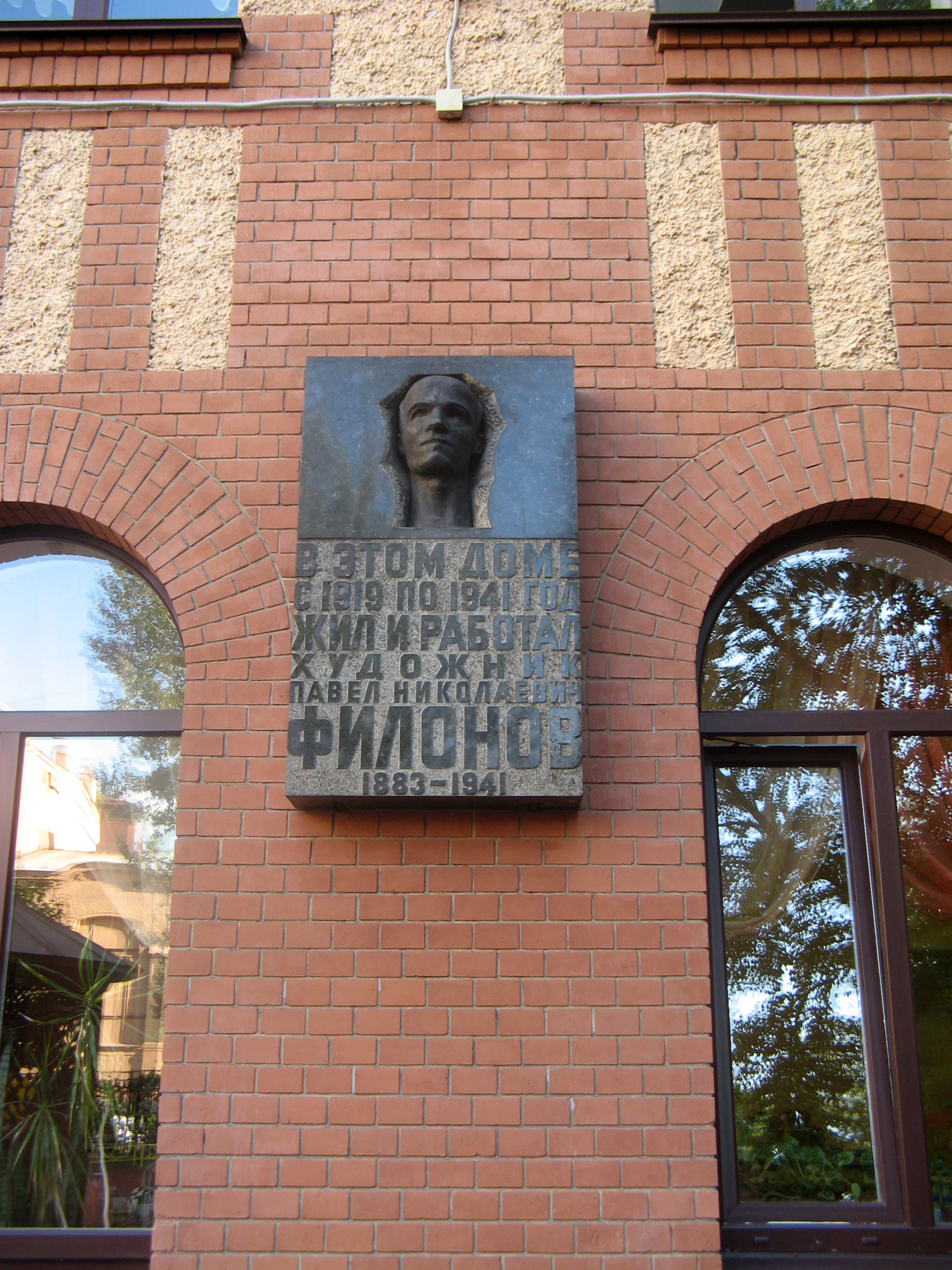
Ehrung Filonows am Haus Literatorov Ul. 19A in St. Petersburg

Vom Herbst 1929 bis Dezember 1930 wurde seine geplante Einzelausstellung im Staatlichen Russischen Museum eingerichtet, jedoch letztendlich für die Öffentlichkeit nicht eröffnet. Danach wurde er an der Arbeit gehindert und seine Werke konnten nur noch in wenigen Ausstellungen sehr eingeschränkt gesehen werden, in denen sich die Komplexität der Beziehung zwischen Abstraktion und Figuration spiegelten. Seine selbst noch in der Abstraktion erzählerischen, vielschichtigen und transitorischen Bilder sind nur noch einem engen Kreis der Anhänger zugänglich geblieben.
Pawel Filonow starb im Dezember 1941 in der Karpowka 19, wo er seit 1919 wohnte und arbeitete, ausgehungert und mit einer Lungenentzündung während der Belagerung von Leningrad im Zweiten Weltkrieg. Als er kurz zuvor am Dachfenster über seinem Atelier im Haus der Literaten angetroffen wurde, wo er nächtliche Wache für seine Bilder stand, sagte er, dass dies keine Zeitverschwendung sei. „Unterdessen schaffe ich ein neues Werk. Es wird uns alle überleben.“
Nach dem Tod des Künstlers befand sich praktisch sein gesamtes Werk lange Zeit im Haus seiner Schwester. Später schenkte sie erst einige Bilder dann 1977 das ganze Erbe in seinem Sinne dem Staatlichen Russischen Museum, wo jetzt diese Sammlung konzentriert ist. Eine große Ausstellung wurde in Leningrad erst 1988 nachgeholt, und nach einer Zwischenstation in Moskau auch im Pariser Centre Pompidou und in der Kunsthalle Düsseldorf.

## Ausstellungen (Auswahl)
- 1910–1012 Teilnahme an drei Ausstellungen der Künstlergruppe „Bund der Jugend“ (Общество художников «Союз молодёжи») in St. Petersburg
- April–Juni 1919 Erste staatliche freie Ausstellung der Kunstwerke (Maler aller Richtungen) im Winterpalast, Petrograd
- 1922 Ausstellung Vereinigung neuer Richtungen in der Kunst im Museum für künstlerische Kultur in Petrograd
- Oktober–Dezember 1922 Erste Russische Kunstausstellung Первая выставка русского искусства (in den Räumen der Galerie van Diemen), Berlin
- August–September 1967 Pavel Finolow 1883–1941 in Nowosibirsk
- April 1977 Russian and Soviet Painting, The Metropolitan Museum of Art, New York
- Oktober–November 1977 Werke aus der Sammlung Costakis, Kunstmuseum Düsseldorf
- Mai–November 1979 Paris – Moscou 1900–1930, Centre Pompidou, Paris
- Juli 1980 The Avant-Garde in Russia 1910–1939. New Perspectives, Hirshhorn Museum and Sculpture Garden, Washington
- Oktober–Dezember 1982 Art and Revolution, Seibu Museum of Art, Tokio
- Dezember 1984 – Mai 1985 Russische und sowjetische Kunst in Düsseldorf
- März 1989 Avanguardia russa, Palazzo Reale (Mailand)
- September–November 1990 Pawel Filonow und seine Schule, Städtische Kunsthalle Düsseldorf (davor Februar–April 1990 im Centre Pompidou – Musée National d’Art Moderne)
- 28. September bis 13. November 2006 Filonow: Die Spaltung des Seelen-Atoms im Kopf, St. Petersburg (im Korpus Benois des Russischen Museums)
- 10. Juni bis 18. September 2011 Pavel Filonov. Vene avangard ja järgnenu (Pavel Filonov. The Russian Avant-Garde and Afterwards), Kumu, Tallinn

## Ausstellungskataloge
- russisch Павел Филонов Pawel Filonow (Malerei, Graphik) aus der Sammlung des Städtischen Russischen Museums, Verlag „Aurora“, Leningrad, 1988 ISBN 5-7300-0123-1.
- Jürgen Harten und Jewgenija Petrowa: Pawel Filonow und seine Schule Städtische Kunsthalle Düsseldorf 15. September – 11. November 1990, DuMont Buchverlag Köln, 1990, ISBN 3-7701-2634-3.

## Werke (Auswahl)
Da Filonow seine Arbeiten nicht verkaufen wollte, sondern für eine umfassende Ausstellung der Analytischen Kunst sammelte, befindet sich die größte Sammlung seiner ca. 400 Werke jetzt im Russischen Museum in St. Petersburg sowie in der Tretjakow-Galerie in Moskau. Hier ist lediglich eine Auswahl von Werken, die einen Bezug auf den Text oben haben, aufgeführt (s. auch Weblinks).
1907: Landschaft. Wind (russisch Пейзаж. Ветер), Öl auf Pappe (20,5 × 30,5 cm)
1910: Köpfe (russisch Головы), Öl auf Pappe (28,5 × 47,5 cm)
1912: Schiffe (russisch Корабли), Aquarell auf Papier (58,6 × 65,5 cm)
1912–1913
- Mann und Frau (russisch Мужчина и Женщина), Aquarell, braune Tinte, Tusche, Feder, Pinsel auf Papier (31 × 23,3 cm)
- Ost und West (russisch Восток и Запад), Öl, Tempera, Gouache auf Papier (38,5 × 42 cm)
- West und Ost (russisch Запад и Восток), Öl, Tempera, Gouache auf Papier (39,5 × 46 cm)

1913
- Kinder in Grenoble (russisch Мальчики в Гренобле), aquarellierte Graphitzeichnung auf Papier (18,2 × 10,5 cm)
- Italienische Fischer (russisch Итальянские рыбаки), aquarellierte Graphitzeichnung auf Papier (20,2 × 15,3 cm)
- Französischer Arbeiter (russisch Французский рабочий), aquarellierte Graphitzeichnung auf Papier (16,5 × 16,4 cm)
- Das Festmahl der Könige ((russisch Пир королей)), Öl auf Leinwand (175 × 215 cm)
- Umwandlung des Intellektuellen (russisch Перерождение интеллигента), braune Tinte, Pinsel, aquarellierte Graphitzeichnung auf Papier (23,5 × 37,6 cm)

1914: Bauernfamilie (Die Heilige Familie) (russisch Крестьянская семья), Öl auf Leinwand (159 × 128 cm)
1914–1915
- Drei Figuren (russisch Трое за столом), Öl auf Leinwand (98 × 101 cm)
- Umwandlung des Menschen (russisch Перерождение человека), Öl auf Leinwand (116,5 × 154 cm)

1915: Blumen des Welterblühens (russisch Цветы мирового расцвета), Öl auf Leinwand (154,5 × 117 cm)
1918: Die Flucht nach Ägypten (russisch Бегство в Египет), Öl auf Leinwand (71,1 × 88,9 cm) (in der Sammlung von Thomas P. Whitney)
1920–1922: Formel des Weltalls (russisch Формула вселенной), Aquarell auf Papier (35,6 × 22,2 cm)
1925
- Mensch im Universum (russisch Человек в мире), Öl auf Papier und Leinwand (107 × 71,5 cm)
- Formel des Imperialismus (russisch Формула империализма), Öl auf Leinwand (69,2 × 38,2 cm)

1926: Lebendiger Kopf (russisch Живая голова), Öl auf Papier und Leinwand (105 × 72,5 cm)
1930
- Tiere (russisch Животные), Öl auf Papier, (67,5 × 91 cm)
- Menschen (russisch Люди), Öl auf Leinwand, (97 × 72,5 cm)

1940: Antlitze (russisch Лики), Öl auf Papier, (64 × 56 cm) (auf der Rückseite beschriftet „angefangen am 17 Mai 1040“ Nr. 333)